# Губер, Александр Андреевич
Алекса́ндр Андре́евич Гу́бер (19 марта (1 апреля) 1902, село Каменка Чигиринского уезда Киевской губернии — 16 июня 1971, Москва) — советский историк, специалист по истории стран Юго-Восточной Азии, академик АН СССР (1966), доктор исторических наук, профессор.

## Биография
Родился в дворянской семье (его прадедом был глава Московской евангелическо-лютеранской консистории Иоганн Самуэль Губер, приехавший в Россию в 1807 году). Старший брат писателя Бориса Губера.
Окончил Московский институт востоковедения (1925), до 1927 года работал в ЦСУ Госплана СССР. В 1931 году опубликовал монографию «Индонезия. Социально-экономические очерки», первый в СССР научный труд об Индонезии, в котором освещались вопросы истории, экономики и культуры этой страны. Наряду с государствами Юго-Восточной Азии исследовал страны Латинской Америки. Профессор (1935). В 1943 году защитил докторскую диссертацию «Филиппинская Республика и американский империализм. 1896—1898». Автор свыше 200 научных работ.
Научный сотрудник Коммунистического университета трудящихся Востока (КУТВ, 1927—1937), Института истории АН СССР (1938—1945; 1957—1968), Института всеобщей истории АН СССР (с 1968), Института востоковедения АН СССР (1950—1956; с 1954 директор). Преподавал новую и новейшую историю стран Востока в КУТВ, Московском государственном университете (с 1937), в Школе особого назначения НКВД, в Академии общественных наук при ЦК КПСС (с 1946). Заведующий кафедрой истории колониальных и зависимых стран (1942—1943), заведующий кафедрой истории стран Дальнего Востока (1949—1956, и. о. 1946—1949) исторического факультета МГУ; заведующий кафедрой истории стран Дальнего Востока и Юго-Восточной Азии Института восточных языков (1956—1971). 23 октября 1953 года был избран членом-корреспондентом АН СССР по Отделению исторических наук; академик с 1 июля 1966 года.

Участвовал в подготовке учебников и пособий для вузов. Член редакционной коллегии и главный редактор журнала «Новая и новейшая история» (1957—1962), председатель Национального комитета историков Советского Союза (с 1957), член Главной редакции «Советской исторической энциклопедии» (с 1958). Избирался вице-президентом (1965—1970) и затем президентом Международного комитета исторических наук, председатель XIII международного конгресса исторических наук (Москва, август 1970 г.). Член Советского комитета защиты мира, Комитета солидарности стран Азии и Африки; возглавлял общество «СССР — Индонезия» (с 1958) и Российское палестинское общество (с 1970). В 1966 году возглавил редколлегию книжной серии «Памятники исторической мысли». Инициатор проведения малайско-индонезийских чтений в Институте восточных языков при МГУ (1967), на основе которых позднее было создано Общество «Нусантара».
Награждён двумя орденами Трудового Красного Знамени (1943, 1962), медалью «За доблестный труд в Великой Отечественной войне 1941—1945 гг.» и др.
Скончался 16 июня 1971 года в Москве. После смерти академика Губера, кафедру, которой он руководил с 1956 года, возглавил его ученик М. Н. Пак.
Похоронен на Новодевичьем кладбище.

## Наследие
В ИСАА МГУ кафедрой истории стран Дальнего Востока и Юго-Восточной Азии проводятся научные чтения, в том числе в молодёжном формате, носящие имя А. А. Губера.

#### Губеровские чтения
В 2024 году, усилиями студентов и сотрудников кафедры, которой когда-то руководил академик Губер, IV Молодёжные Губеровские чтения стали самыми масштабными за всю историю проведения конференции как по количеству российских участников, так и по количеству иностранных спикеров, тем самым обретая статус международного научно-практического мероприятия.

Могила А. А. Губера на Новодевичьем кладбище в Москве

## Основные работы
- Индонезия. Социально-экономические очерки, М.-Л., 1932;
- Филиппины, М., 1937;
- S.J. Rutgers en A.A. Huber. Indoneisie. Deel I. Amsterdam. 1937.166 blz;
- Хосе Ризаль, М., 1937 (совм. с О. К. Рыковской);
- Индонезия и Индокитай. М., 1942;
- «Германский империализм на Дальнем Востоке» (1942)
- Национально-освободительное движение в Индонезии. Стенограмма публичной лекции. М.: Правда, 1946;
- Кризис колониальной системы после второй мировой войны. Стенограмма публичной лекции. М.: Правда, 1947;
- Война в Индонезии. Стенограмма публичной лекции. М.: Правда, 1947;
- «Новая история стран зарубежного Востока» (1961, редактор).
- Филиппинская республика 1898 г. и американский империализм, 2-е изд., М., 1961;
- Губер А. А. Предисл. Политика капиталистических держав и национально-освободительное движение в Юго-Восточной Азии (1871—1917) // Документы и материалы. Ч.1. — 1965. — С. 5-15;
- «Мужество Вьетнама» (1968)
- Губер А. А. Основные особенности национально-освободительного движения в Индонезии до Второй мировой войны (вместо введения) // Национально-освободительное движение в Индонезии (1942—1965). — 1970. — С. 5-34;
- Губер А. А. Ред.: Работы советских историков за 1965—1969 гг Наука. 272 с. (XIII Международный конгресс исторических наук. Москва, 1970 г.);
- Избранные труды. М.: Наука, 1976;
- Новая история Азии и Африки. М: Главная редакция восточной литературы издательства «Наука», 1982 (совм. с Г. Ф. Кимом и А. Н. Хейфецом).

## Память
- Имя А. А. Губера носит сухогруз Азовского морского судоходства («Академик Губер»)
- В ИСАА с 1971 года имеется Мемориальный кабинет-библиотека имени А. А. Губера, и с 1972 года (официальный статус c 2009) ежегодно проводятся «Губеровские чтения», первым организатором которых была Е. И. Гневушева.